# Roberto Zandonella
Roberto Zandonella Necca, född 14 april 1944, är en italiensk före detta bobåkare.
Zandonella blev olympisk guldmedaljör i fyrmansbob vid vinterspelen 1968 i Grenoble.